# Encriptació de signes
En criptografia, l'encriptació de signes és una primitiva de clau pública que realitza simultàniament les funcions de signatura digital i xifratge.
El xifratge i la signatura digital són dues eines criptogràfiques fonamentals que poden garantir la confidencialitat, la integritat i el no repudi. Fins a 1997, es consideraven com a blocs de construcció importants però diferents de diversos sistemes criptogràfics. En els esquemes de clau pública, un mètode tradicional és signar digitalment un missatge seguit d'un xifratge (signatura i després xifratge) que pot tenir dos problemes: baixa eficiència i alt cost d'aquesta suma, i el cas que qualsevol esquema arbitrari no pugui garantir. seguretat. El xifratge de signes és una tècnica criptogràfica relativament nova que se suposa que realitza les funcions de signatura digital i xifratge en un sol pas lògic i pot reduir eficaçment els costos computacionals i les despeses generals de comunicació en comparació amb els esquemes tradicionals de signatura i després xifratge.
L'encriptació de signes proporciona les propietats tant de les signatures digitals com dels esquemes de xifratge d'una manera més eficient que signar i xifrar per separat. Això vol dir que almenys algun aspecte de la seva eficiència (per exemple, el temps de càlcul) és millor que qualsevol híbrid de signatura digital i esquemes de xifratge, sota un model de seguretat particular. Tingueu en compte que de vegades es pot utilitzar el xifratge híbrid en comptes del xifratge simple, i una única clau de sessió es reutilitza per a diversos xifratge per aconseguir una millor eficiència general en molts xifratges de signatura que un esquema de xifratge de signes, però la reutilització de la clau de sessió fa que el sistema perdi seguretat sota fins i tot el model de CPA relativament feble. Aquesta és la raó per la qual s'utilitza una clau de sessió aleatòria per a cada missatge en un esquema de xifratge híbrid, però per a un determinat nivell de seguretat (és a dir, un model determinat, per exemple CPA), un esquema de xifratge de signes hauria de ser més eficient que qualsevol simple híbrid de signatura. combinació de xifratge.

## Història
El primer esquema de xifrat de signes va ser introduït per Yuliang Zheng el 1997. Zheng també va proposar un esquema de xifratge de signes basat en corbes el·líptiques que estalvia un 58% dels costos computacionals i un 40% dels costos de comunicació quan es compara amb els esquemes tradicionals de signatura i després xifratge basats en corbes el·líptiques. També hi ha molts altres esquemes d'encriptació de signes que s'han proposat al llarg dels anys, cadascun d'ells amb els seus propis problemes i limitacions, alhora que ofereix diferents nivells de seguretat i costos computacionals.

## Estructura i objectius
Un esquema de xifratge de signes consisteix normalment en tres algorismes: generació de claus (Gen), encriptació de signes (SC) i desencriptació (USC). Gen genera un parell de claus per a qualsevol usuari, SC és generalment un algorisme probabilístic i USC probablement és determinista. Qualsevol esquema de xifratge de signes hauria de tenir les propietats següents:
1. Correcció : qualsevol esquema de xifratge de signes hauria de ser correcte de manera verificable.
2. Eficiència : els costos computacionals i les despeses generals de comunicació d'un esquema de xifratge de signes haurien de ser més petits que els dels esquemes de signatura i després xifratge més coneguts amb les mateixes funcionalitats proporcionades.
3. Seguretat : un esquema de xifratge de signes hauria de complir simultàniament els atributs de seguretat d'un esquema de xifratge i els d'una signatura digital. Aquestes propietats addicionals inclouen principalment: Confidencialitat, Infalsificabilitat, Integritat i No repudi. Alguns esquemes de xifratge de signes proporcionen atributs addicionals, com ara la verificació pública i el secret de reenviament de la confidencialitat del missatge, mentre que els altres no els proporcionen. Aquestes propietats són els atributs que calen en moltes aplicacions, mentre que les altres poden no requerir-les. A continuació, es descriuen breument els atributs esmentats anteriorment.
  - Confidencialitat : hauria de ser computacionalment inviable per a un atacant adaptatiu obtenir informació parcial sobre el contingut d'un text encriptat amb signes, sense conèixer la clau privada del remitent o del destinatari designat.
  - Infalsificabilitat : hauria de ser computacionalment inviable per a un atacant adaptatiu fer-se passar per un remitent honest per crear un text autèntic encriptat amb signes que pugui ser acceptat per l'algoritme de desencriptació.
  - No repudi : el destinatari ha de tenir la capacitat de demostrar a un tercer (per exemple, un jutge) que el remitent ha enviat el text encriptat. Això assegura que l'emissor no pot negar els seus textos prèviament encriptats.
  - Integritat : el destinatari hauria de poder verificar que el missatge rebut és l'original enviat pel remitent.
  - Verificabilitat pública : Qualsevol tercer que no necessiti la clau privada del remitent o del destinatari pot verificar que el text xifrat amb signe és el xifrat de signe vàlid del seu missatge corresponent.
  - Reenviar el secret de la confidencialitat del missatge : si la clau privada a llarg termini del remitent es veu compromesa, ningú hauria de poder extreure el text sense format dels textos prèviament encriptats. En un esquema de xifratge de signes habitual, quan la clau privada a llarg termini està compromesa, totes les signatures emeses anteriorment ja no seran fiables. Atès que l'amenaça d'exposició clau és cada cop més aguda a mesura que els càlculs criptogràfics es realitzen amb més freqüència en dispositius mal protegits, com ara telèfons mòbils, el secret directe sembla un atribut essencial en aquests sistemes.

## Esquemes
Exemples d'esquemes de xifrat de signes inclouen:
- El sistema de Zheng 1997 basat en el xifratge ElGamal, i la versió de corba el·líptica de 1998.

## Aplicacions
Es veu l'encriptació de signes per tenir diverses aplicacions, incloses les següents:
- Correu electrònic segur i autèntic.
- Aplicacions de comerç electrònic i comerç M que sovint requereixen confidencialitat, autenticitat i potser no repudi.